# BIRTH (柴咲コウの曲)
『BIRTH』(バース)は、柴咲コウの配信限定シングル。

## 解説
柴咲自身の誕生日である8月5日に配信。自身のYouTubeチャンネル『柴咲コウ公式"Les Trois Graces"』のテーマソングを元に、より壮大なサウンド・アレンジが施されている。
本作のビデオクリップは、かねてより親交の深い俳優のムロツヨシが監督を務めており、ムロツヨシ・真鍋大度・上田誠らで結成された“非同期テック部”が全面プロデュースの元で制作された。本作のPVが制作されるきっかけとなったのは、Amazonプライム・ビデオにて配信されたオムニバスドラマ形式の映画『緊急事態宣言』の中の1つ、非同期テック部が監督した作品『DEEPMURO』に柴咲が本人役として出演したことであり、柴咲自らがムロツヨシに対してオファーを出したという。ムロがミュージックビデオの監督を務めるのは初。柴咲の幼少期から芸能界デビュー後の写真を交えつつ、歌詞の内容や世界観とリンクした作りとなっている。

## 収録曲
1. BIRTH
作詞：柴咲コウ/作曲・編曲：野崎良太